# هتل و کازینوی مندلی بی
هتل و کازینوی مَندَلِی بِی (به انگلیسی: Mandalay Bay Resort and Casino) نام یک هتل و کازینوی معروف لوکس در شهر لاس وگاس در آمریکا است.

## حوادث
در روز اول اکتبر ۲۰۱۷، استیون پداک ۶۴ ساله از پنجره اتاقش واقع در طبقه ۳۲ هتل مندلی بی، بر روی مردمی که برای کنسرتی واقع در آن سوی بلوار لاس وگاس آمده بودند آتش گشود و دست کم ۵۸ نفر را کشت و بیش از ۵۰۰ نفر را زخمی کرد. وی قبل از ورود پلیس به اتاقش خودکشی کرد.

## نگارخانه

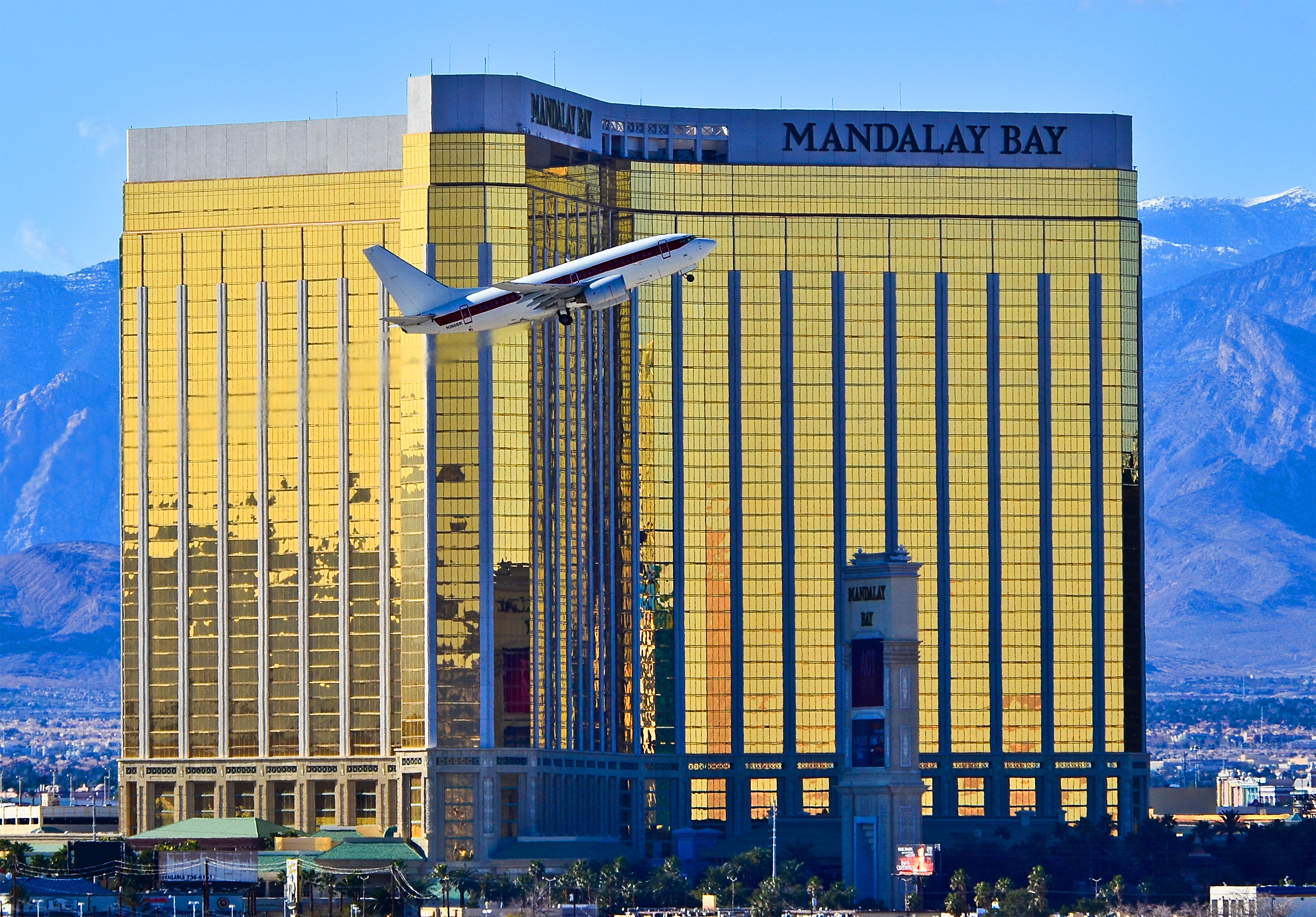
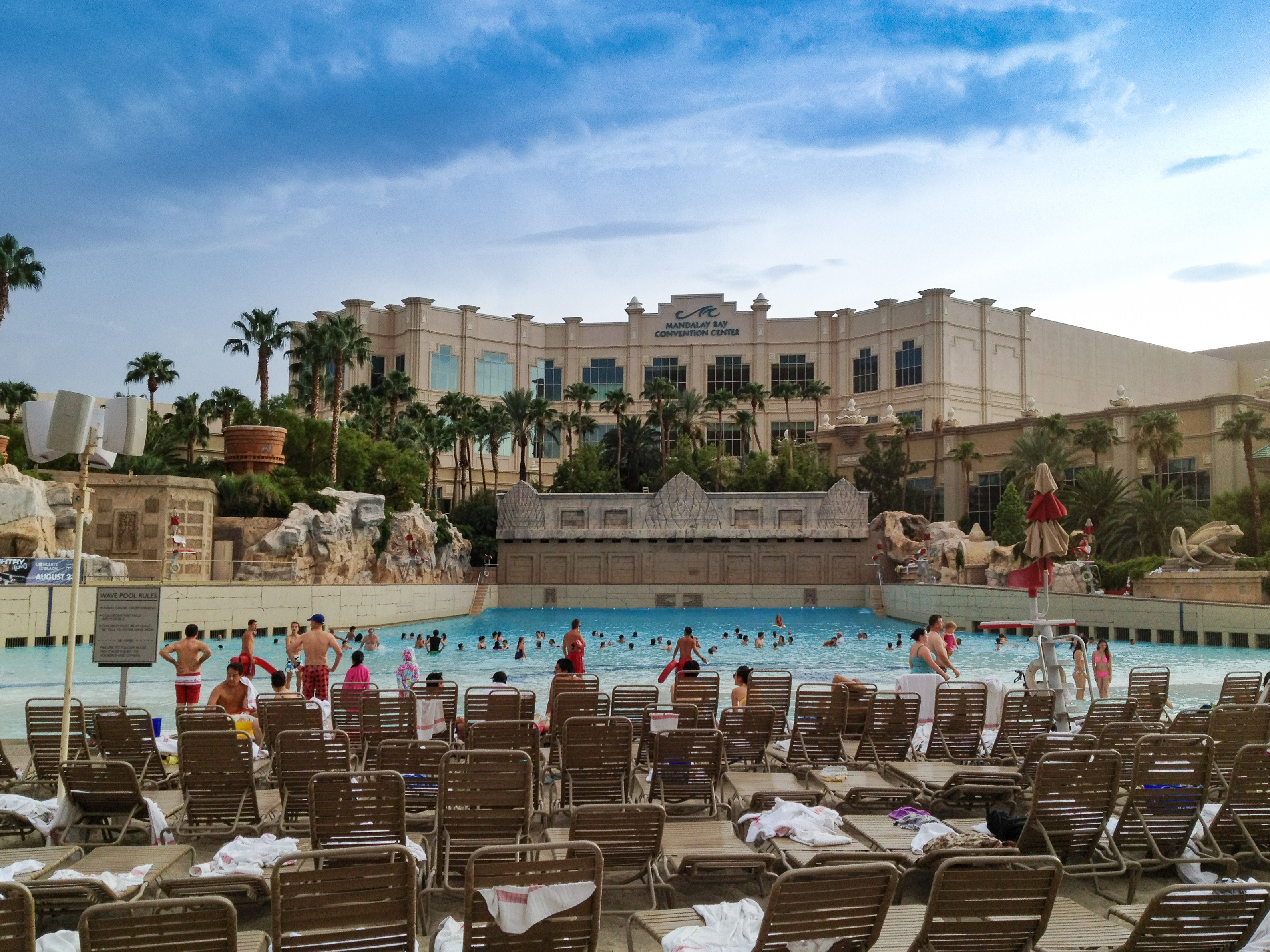
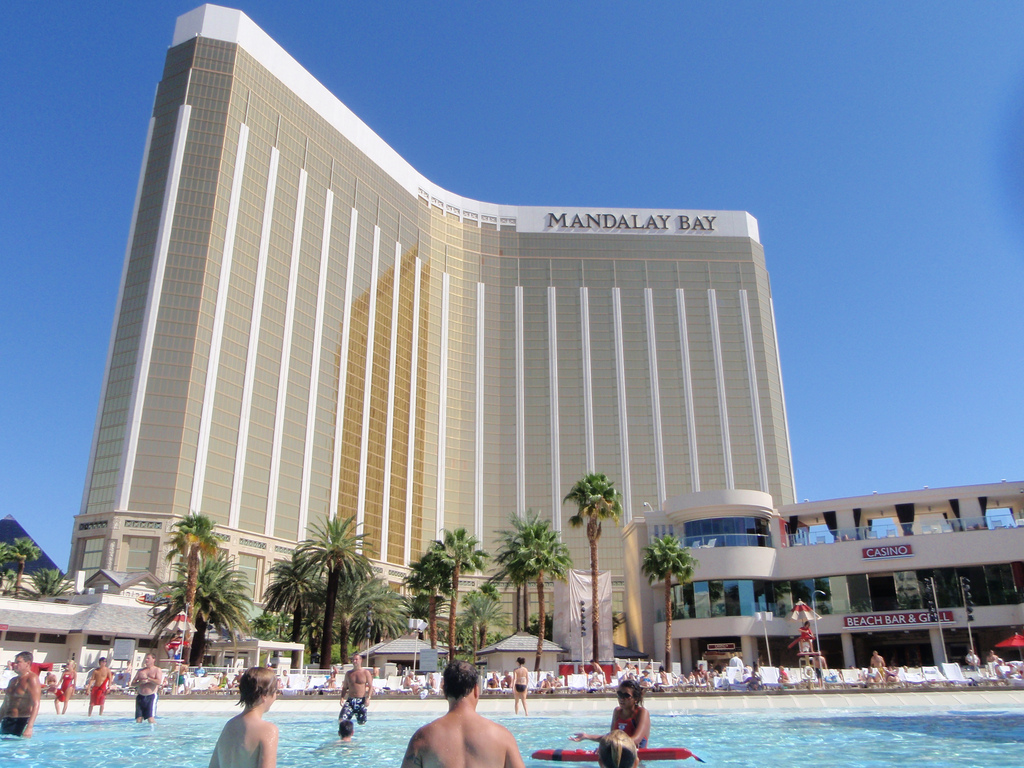
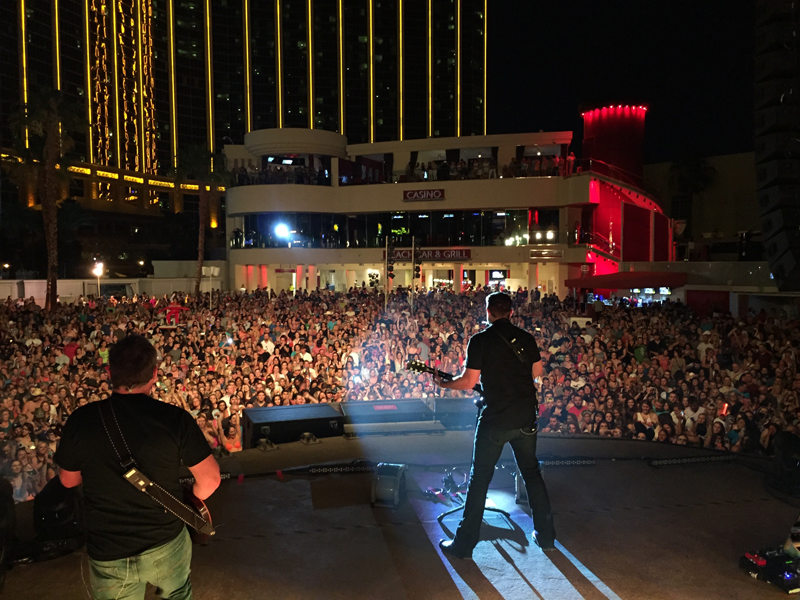